# Кантарджиев, Асен
Асен Тодоров Кантарджиев (болг. Асен Тодоров Кантарджиев; 1898, Самоков — 1981, Лос-Анджелес) — болгарский учёный и ультраправый националистический политик. Участник Первой мировой войны. Преподаватель агрономии в Софийском университете. Основатель и лидер пронацистской организации Союз ратников за прогресс Болгарии. Министр общественных работ в прогерманском правительстве 1944—1945. После Второй мировой войны политический эмигрант.

## Военный и учёный
Родился в семье генерала Тодора Кантарджиева. В 16 лет вступил в Македонско-Адрианопольский добровольческий корпус, окончил Школу офицеров запаса. Служил в военной авиации, участвовал в Первой мировой войне. Был четырежды награждён орденом «За храбрость».
После войны изучал юриспруденцию в Софии, химию в Берлине и агрономию в Бонне. В 1926—1928 жил в США, был стипендиатом Рокфеллера. Вернувшись в Болгарию, преподавал агрономию в Софийском университете. С 1931 — профессор, в 1932—1933 — декан агрономического факультета. Автор ряда работ по сельскохозяйственной науке, разработчик новых кисломолочных продуктов, в том числе йогурта. Занимался также музыкой и литературой.

## Политик-Ратник
Асен Кантарджиев придерживался крайне правых националистических взглядов. Он был сторонником тоталитарного националистического государства, абсолютной монархии и православного клерикализма. Выступал с фашистских позиций Третьего пути, антикоммунизма, антикапитализма, антидемократизма. Важным элементом его взглядов был ярый антисемитизм.
В 1936 году по инициативе Кантарджиева была создана организация Союз ратников за прогресс Болгарии. Первоначально Ратники поддерживали царя Бориса III, но их радикальная прогитлеровская ориентация, военизированное устройство и конспиративная структура вызвали недовольство властей. В 1938 Союз был запрещён, помещения штурмом захвачены полицией, сотни Ратников подверглись преследованиям, профессор Кантарджиев интернирован в городе Котел.

## Послевоенный эмигрант
После вступления в Болгарию советских войск Асен Кантарджиев перебрался в Вену и занял министерский пост в прогерманском правительстве Александра Цанкова. После окончания войны остался в Австрии, жил под именем Асен Тодоров. В 1949 эмигрировал в США. Занимался бизнесом в сфере производства и реализации кисломолочной продукции.
В деятельности болгарской антикоммунистической эмиграции Асен Кантарджиев участия не принимал. Известно, однако, что в его последнем обращении к Ратникам содержался призыв «затаиться и сохраниться».